# Доктор права

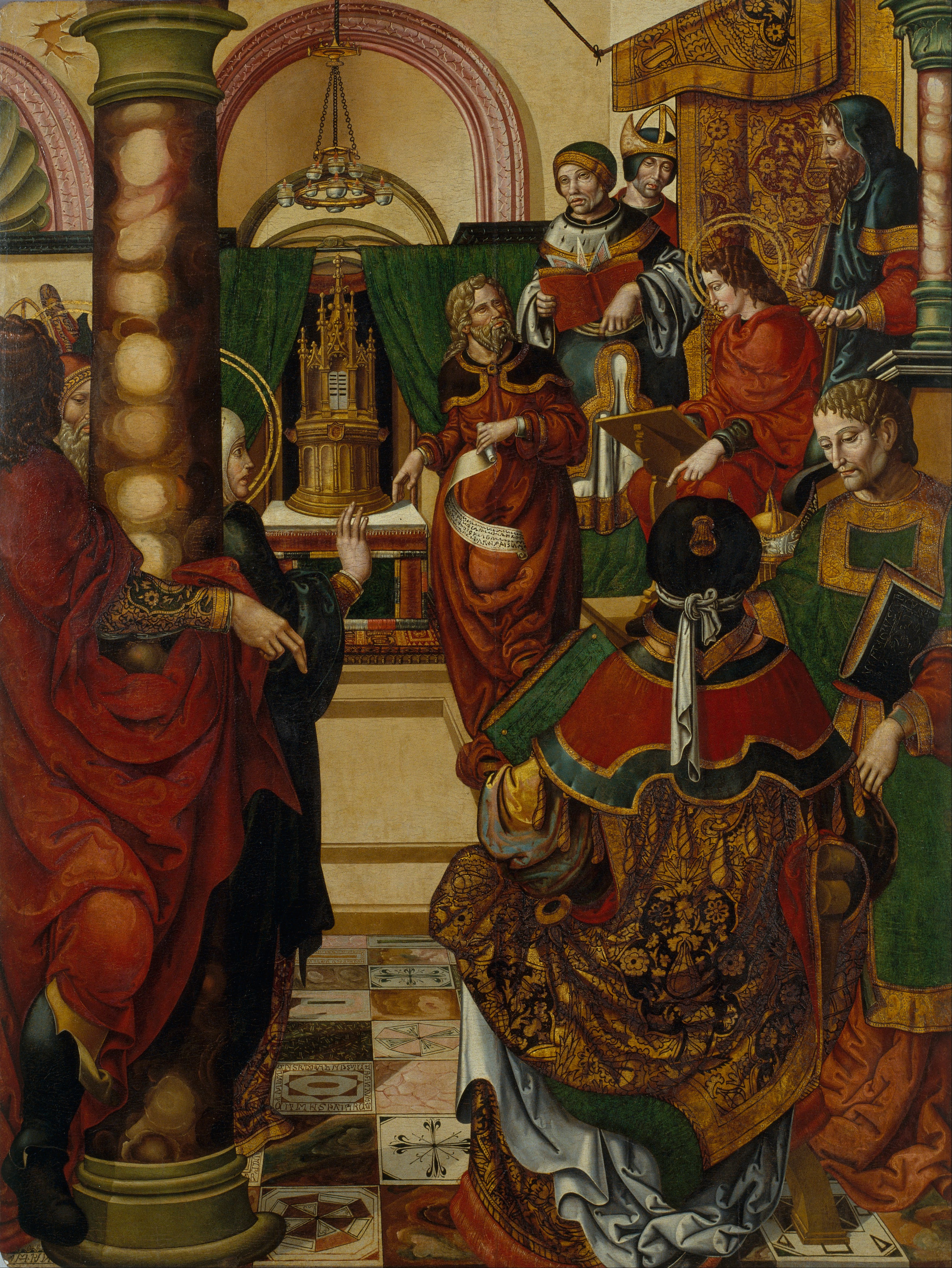
Иисус посреди докторов права, Мастер из де-Сихены из Монастыря Санта-Мария де-Сихена, 1515-1519 (текущее местонахождение — Национальный музей искусства Каталонии

До́ктор пра́ва (англ. Doctor of Law), или иногда до́ктор прав (англ. Doctor of Laws, лат. Legum Doctor, LL.D.) — профессиональная либо учёная степень, присуждаемая в области права. В зависимости от страны эта степень может обозначать научно-исследовательскую докторскую степень либо только профессиональную степень для всех выпускников юридических вузов (США и некоторые другие государства), последняя эквивалентна европейскому и российскому мастеру/магистру. В разных странах может именоваться по-разному — доктор юридической науки (англ. Doctor of Juridical Science; Doctor of the Science of Law; J.S.D., лат. Scientiae Juridicae Doctor; Juridicae Scientiae Doctor), Doctor juris (Dr. iur. или Dr. jur.), доктор философии по праву (англ. Ph.D in law), доктор юриспруденции (англ. Juris Doctor, J.D. или JD; лат. Doctor of Jurisprudence, D.Jur. или DJur).

## По странам

### Аргентина
В Аргентине доктор права (англ. Doctor of Laws) или доктор юридической науки (англ. Doctor of Juridical Sciences) является высшей учёной степенью, присуждаемой по юриспруденции. Для её получения соискателю требуется иметь степень атторнея (исп. Título de Abogado). Докторская степень в области юриспруденции присуждается по определённой отрасли права:
- Доктор права (присуждается Университетом Буэнос-Айреса, Национальным университетом Побережья[англ.] и Национальным университетом Росарио[англ.])
- Доктор уголовного права
- Доктор уголовного права и наук
- Доктор юридических наук
- Доктор юридических и общественных наук (присуждается Национальным университетом Кордовы)
- Доктор частного права (присуждается Национальным университет Тукумана)
- Доктор публичного права и правительственной экономики (присуждается Национальным университет Тукумана)

### Бразилия
В Бразилии степень доктора права (порт. Doutor em Direito) или доктора юридических наук (исп. Doutor em Ciências Jurídicas) является высшей и присуждается после написания и успешной защиты диссертации при поддержке научного руководителя или тьютора. Защита проходит в совете состоящем из 5 профессоров уже имеющих соответствующую степень или Livre-docência, причём двое из них обязательно должны быть из другого университета. Перед защитой публикация диссертации не обязательна, поскольку она может быть издана и потом, после присуждения степени, для помещения в университетскую библиотеку.
В некоторых наиболее важных университетах страны ещё более высокая степень Livre-docência соответствующая европейскому хабилитированному доктору, но она признаётся таковой только в стенах университета её присудившего. Хотя в прошлом Livre-docência это была полноценная учёная степень и имевший её профессор имел преимущество при переходе из одного университета в другой.

### Канада
В Канаде существуют разновидности доктора права:
- Доктор права (Doctor of Laws (LL.D.);
- Доктор юридических наук (Doctor of Juridical Science) или доктор правовых наук (Doctor of Legal Science, J.S.D./S.J.D)
- Доктор гражданского права (Doctor of Civil Law, D.C.L.)
- Доктор философии (Doctor of Philosophy, Ph.D.)

Степень доктор юриспруденции (Doctor of Jurisprudence, Juris Doctor или J.D.) является профессиональной докторской степенью, которая обычно получается после окончания аспирантуры. Её присуждают Оттавский университет, Университет Саскачевана, Монреальский университет, Университет Лаваля и Университет Квебека в Монреале Университет Альберты, Университет Британской Колумбии, Юридический колледж в Осгуд-Холле Йоркского университета и Викторианский университет присуждаю доктора философии по праву. Торонтский университет и Университет Далхаузи присуждает J.S.D./S.J.D. Университет Макгилла присуждает доктора гражданского права
Из-за двойственности канадской правовой традиции, делящейся на Общее право и Континентальное право в университетах первой правой семьи присуждается степень LL.D., а во второй — Ph.Ds or J.S.Ds.

### США
В США степень доктора права (Doctor Law, JD) в соответствии с традицией не является научной и присуждается всем выпускникам юридических вузов — школ права при университетах. Она равнозначна уровню магистра/мастера в области права в Великобритании, России и многих других странах. Её не следует путать с учёной степенью доктора юридической науки (англ. Doctor of Juridical Science, J.S.D., присуждаемой после прохождения аспирантуры, эквивалентной российским кандидатам и докторам юридических наук.

### Чехия и Словакия
JUDr.